# Celama indefinita
Celama indefinita är en fjärilsart som beskrevs av Walter Karl Johann Roepke 1948. Celama indefinita ingår i släktet Celama och familjen trågspinnare. Inga underarter finns listade i Catalogue of Life.